# Andalusia
L'Andalusìa (in spagnolo Andalucía) è una delle diciassette comunità autonome della Spagna. È composta da otto province: Almería, Cadice, Cordova, Granada, Huelva, Jaén, Malaga e Siviglia, capoluogo della comunità autonoma dell'Andalusia.
È la più popolata comunità autonoma della Spagna con 8 538 376 abitanti (2023) e la seconda più estesa, il che, unito alla sua storia e alla sua cultura, le conferiscono un peso piuttosto significativo all'interno della Nazione spagnola. Situata nel sud-ovest dell'Europa, è delimitata a ovest dalla Repubblica del Portogallo; a sud dall'Oceano Atlantico, dal Mar Mediterraneo, dal Mare di Alborán e dal territorio d'oltremare britannico di Gibilterra; a nord dall'Estremadura e dalla Castiglia-La Mancia; a est dalla Murcia.
Si costituì in comunità autonoma in base al secondo articolo della Costituzione spagnola del 1978, che riconosce e garantisce il diritto all'autonomia delle nazionalità e delle regioni spagnole. Il processo di autonomia politica si estende attraverso la procedura restrittiva in base all'articolo 151 della Costituzione, il che fa dell'Andalusia l'unica comunità spagnola ad aver avuto accesso all'autonomia attraverso questa particolare procedura.
La configurazione geografica è uno degli elementi che conferisce unicità all'Andalusia. Si possono distinguere tre grandi aree, formate dall'interazione di diversi fattori che influenzano l'ambiente fisico: la Sierra Morena (che separa l'Andalusia dalla Meseta), la Cordigliera Betica e la Depressione Betica che distingue l'Alta Andalusia dalla Bassa Andalusia.
La storia dell'Andalusia deriva da un processo complesso che raccoglie nel tempo popoli e culture diverse, nonché diverse realtà socio-economiche e politiche. A pesare sulla contemporaneità vi è l'evidenza, sul territorio, del passaggio di iberi, fenici, cartaginesi, romani, vandali, visigoti, bizantini, arabi e berberi. Come per la storia, la cultura andalusa è il risultato del passaggio di diversi popoli e civiltà che, nel corso del tempo, hanno plasmato una specifica identità culturale.
La realtà economica andalusa all'inizio del XXI secolo è in svantaggio rispetto al panorama spagnolo ed europeo, risultato del fallimento della rivoluzione industriale e della posizione periferica della regione dai circuiti economici internazionali. Questo divario è facilmente individuabile dallo scarso peso del settore industriale nell'economia, ancora basata sull'agricoltura e sull'ipertrofia del settore dei servizi. Nonostante ciò, per dimensioni l'economia andalusa è la terza del paese.
Fino al 14 marzo 1995 dipendevano amministrativamente dall'Andalusia le città di Ceuta e Melilla, ora città autonome. Lo spagnolo che si parla nelle Americhe discende in larga parte dal dialetto andaluso dello spagnolo castigliano, per effetto del ruolo che Siviglia svolse come porta di accesso alle colonie spagnole in America, durante il XVI e XVII secolo.

## Origini del nome
Il toponimo "Andalusia" è stato introdotto nella lingua castigliana durante il XIII secolo, nella forma el Andalucía. Questa è la forma in lingua spagnola di al andalusiya, in riferimento alla parola araba Al-Andalus, il nome dato ai territori della penisola iberica sotto il governo islamico dal 711 al 1492. L'etimologia che fece derivare Andalusia da Vandalia o Vandalucia, terra dei Vandali, diffusa nel XVI secolo, gode oggi di poco credito.
Per quanto riguarda il suo utilizzo, il termine "Andalusia" non sempre ha avuto come riferimento esatto il territorio oggi noto come tale. Nel corso dell'ultima fase della riconquista cristiana, il nome è stato dato esclusivamente al sud della penisola sotto il dominio musulmano, ponendolo poi successivamente all'ultimo territorio riconquistato. Nella Prima Cronaca Generale di Alfonso X il Saggio, scritta nella seconda metà del XIII secolo, il termine Andalusia è utilizzato con tre diversi significati:
1. Come una semplice traduzione di Al-Andalus.
2. Per designare i territori conquistati dai cristiani nella valle del Guadalquivir e nel Regno di Granada e Murcia. Di fatto Alfonso X si titolò di Re di Castiglia, Leon e di tutta l'Andalusia in un documento del 1253.
3. Per nominare le terre conquistate dai cristiani nella Valle del Guadalquivir, Regno di Jaén, Cordova e Siviglia.

Durante la riconquista cristiana, questo nome va poi a designare esclusivamente il sud peninsulare, ed il termine si va pian piano a riconvertire, sotto la denominazione castigliana, per riferirsi all'ultimo territorio che sarà liberato dai mori musulmani.
La prima ipotesi sull'origine del toponimo suggerisce che "Al-Àndalus" sia frutto dell'evoluzione dal nome greco di "Atlas" od "Atlante", secondo le mutazioni o varianti successive di "Antalas" - "Andalas" - "Ándalus", suggerendo così la sua provenienza dal termine mitico di "Atlàntide", atteso lo sviluppo della civiltà di Tartessos.
Un'altra ipotesi suggerisce che "Al-Àndalus" provenga dalla degenerazione linguistica di "Landahlauts", nome germanico del sud della Spagna, durante il tempo dell'invasione barbarica dei Visigoti, la cui pronuncia era "Lándalos". Questo termine proverrebbe da "landa", cioè "terra" e "hlauts, "della sorte o del destino". Secondo questa ipotesi gli arabi gli avrebbero anteposto l'articolo arabo "al-".

## Geografia fisica

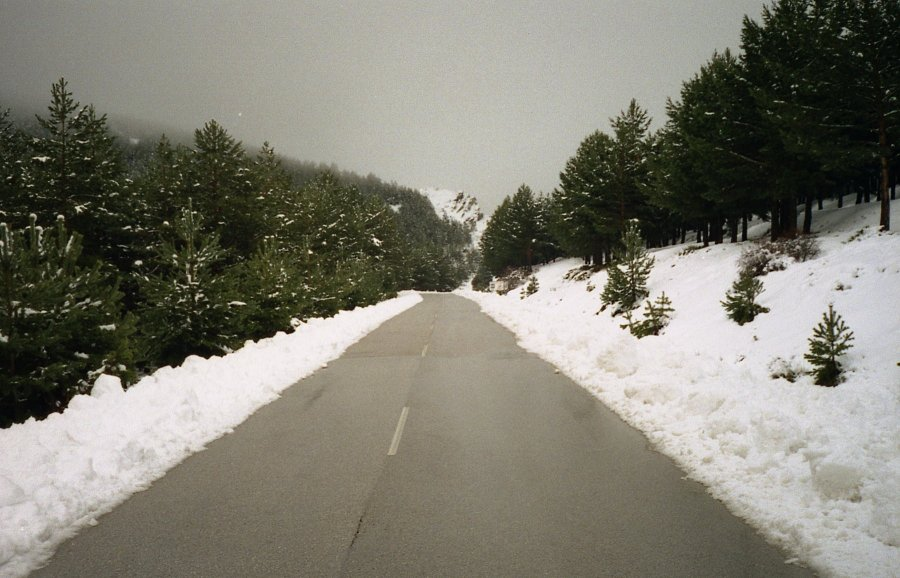
Puerto de la Ragua, Sierra Nevada

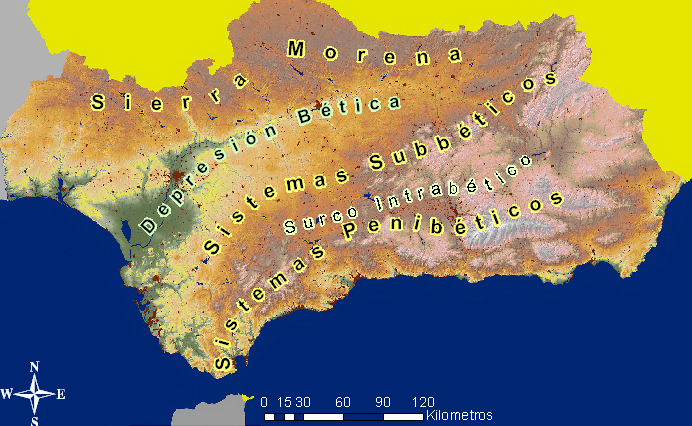
Rilievi dell'Andalusia.

L'Andalusia si sviluppa su una superficie di 87.597 km2, pari a circa il 17,3% del territorio spagnolo, comparabile o superiore a molti paesi europei, sia in termini di superficie che di complessità e varietà del paesaggio. Per tutta la sua metà meridionale è bagnata dal Mar Mediterraneo e dall'Oceano Atlantico, lo Stretto di Gibilterra la separa dal continente africano, mentre a Nord la Sierra Morena la separa dalla Meseta. Il paesaggio è compreso tra le ampie pianure costiere del fiume Guadalquivir, poste sul livello del mare, e le cime della Sierra Nevada, le più elevate della penisola iberica.
L'Andalusia si trova ad una latitudine compresa tra i 36º e i 38º44 'N, posizione che contribuisce a definire le caratteristiche del suo clima. Tuttavia sono presenti grandi contrasti interni, e si va dal secco deserto di Tabernas, al Parco Naturale della Sierra de Grazalema, una delle zone più piovose della Spagna. Più significativo ancora è il contrasto tra le cime innevate del Mulhacén al clima subtropicale della costa della provincia di Granada, distante soli 50 km.

### Idrografia

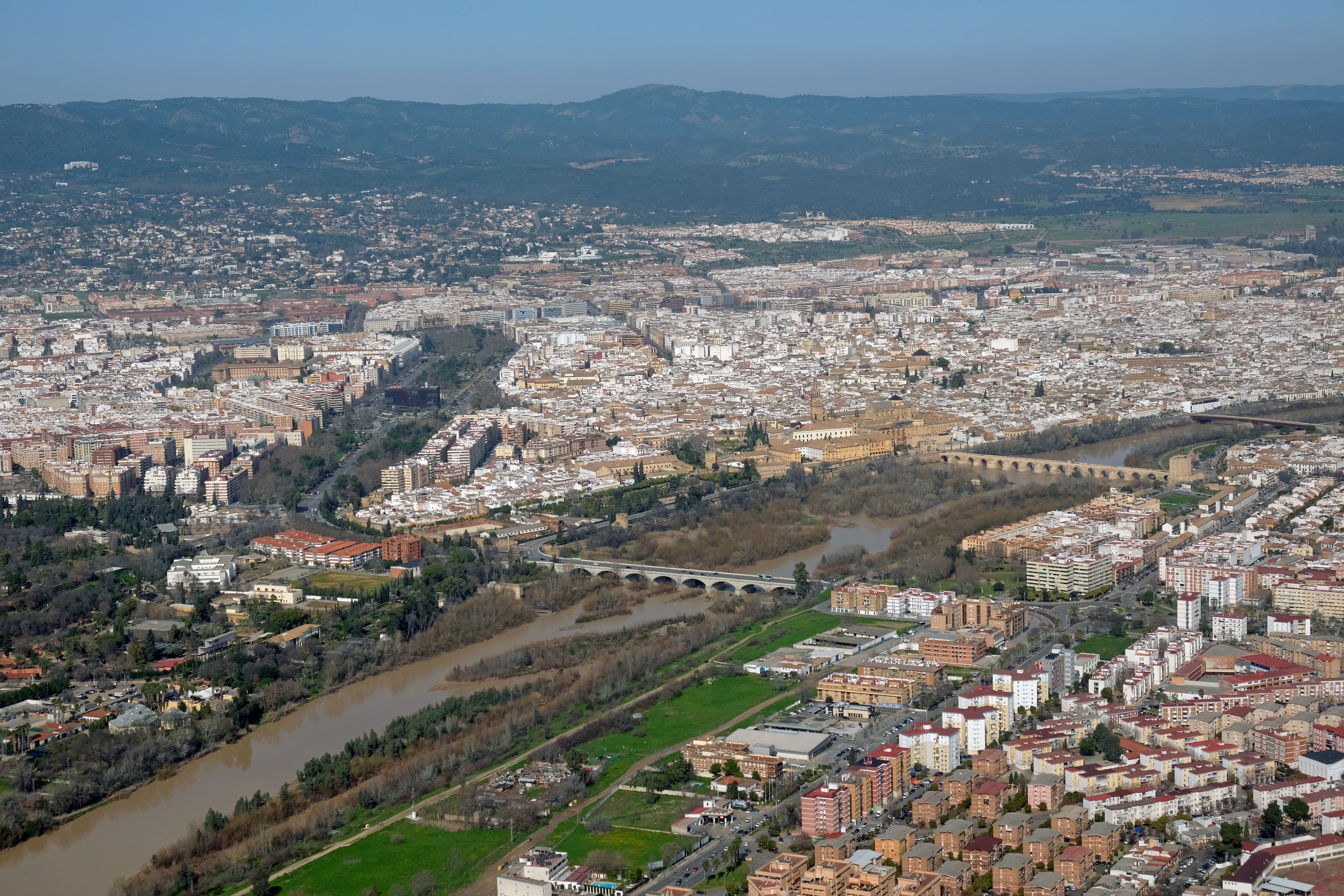
Il Guadalquivir al suo passaggio a Cordova.

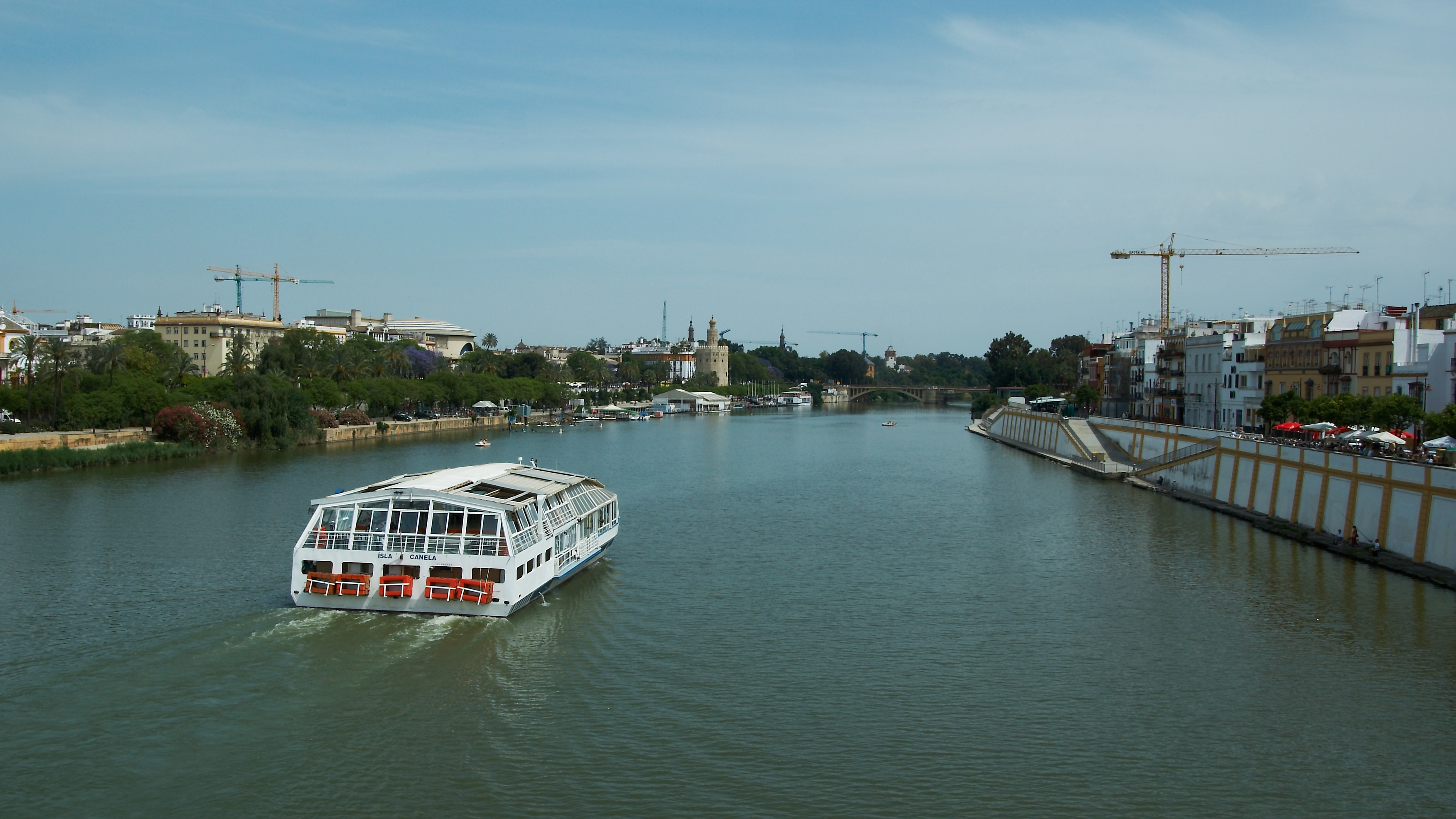
Il Guadalquivir al suo passaggio a Siviglia.

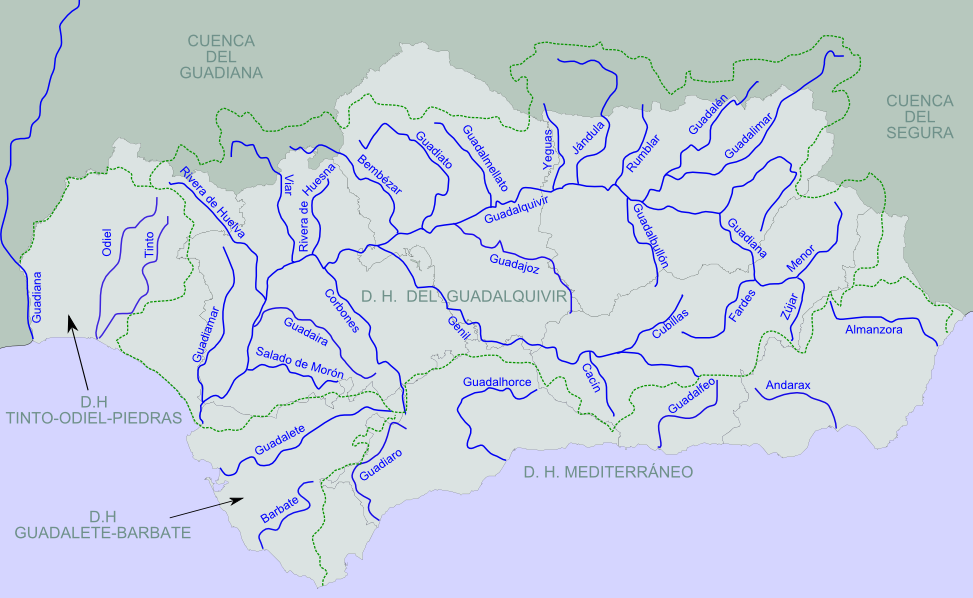
I fiumi dell'Andalusia e il loro bacino idrografico.

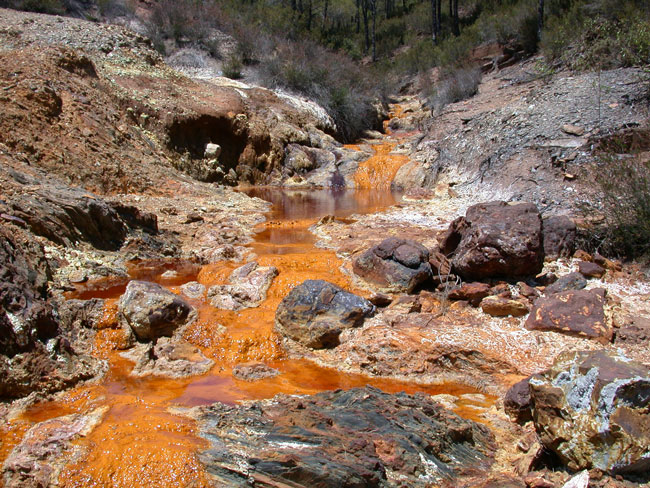
Il fiume Tinto.

I fiumi dell'Andalusia sono raggruppati a seconda del bacino in cui sfociano: Oceano Atlantico, o Mar Mediterraneo. Quelli che sfociano nel bacino dell'Atlantico da ovest ad est si incontrano il Guadiana, il Tinto, l'Odiel, il Guadalquivir, il Guadalete e il Barbate e i loro rispettivi affluenti. Mentre nel bacino del Mediterraneo sfociano i fiumi Guadiaro, Guadalhorce, Guadalmedina, Guadalfeo, Andarax e Almanzora. Tra questi, il Guadalquivir è il principale fiume ad attraversare l'Andalusia e, per lunghezza, è il quinto della penisola iberica con 657 km.
I fiumi del bacino atlantico sono caratterizzati da grandi dimensioni, attraversano regioni prevalentemente pianeggianti, e questo determina il carattere degli estuari e delle zone umide che formano alle foci, come le paludi di Doñana formate dal fiume Guadalquivir, o le paludi dell'Odiel lungo le coste del golfo di Cadice. I fiumi del bacino del Mediterraneo sono invece più brevi, contenuti in valli più strette e ripide, e seguono un andamento stagionale nella portata, dando vita ad estuari meno estesi. Sono generalmente meno sfruttati per usi agricoli.
L'Andalusia può essere suddivisa in cinque diversi bacini idrografici: nella costa atlantica si trovano il bacino del Guadalquivir; il bacino atlantico andaluso, che comprende i sotto-bacini del Guadalete, Tinto-Odiel e Barbate e il bacino del fiume Guadiana. Nel bacino del Mediterraneo sono presenti i fiumi che sfociano in questo mare e parte del bacino del fiume Segura.

## Storia

### Età antica
In Andalusia si trovano importanti resti di diverse epoche. Dalla preistoria come la città di Los Millares, le pitture rupestri di Alcalá de los Gazules e Cuevas del Tajo de Las Figuras a Benalup, Cuevas de la Pileta a Málaga, Baños de la Encina a Jaén. Costruzioni megalitiche come i Dolmen usati per seppellire persone importanti di una tribù. Alcuni di questi si trovano alla Cueva de Menga ad Antequera, nei pressi di Málaga, il dolmen di Soto nei pressi di Huelva, la tomba del Gigante a El Gastor e Alberite a Villamartín nei pressi di Cadice.

### Impero romano
Nei primi secoli dopo Cristo, la regione faceva parte dell'impero romano e vennero fondate numerose città, come Corsivo, Claudia Baelo, Acinipo e realizzate diverse strade.

### Lareconquistadi Spagna
Nel 1492 l'ultima città islamica, Granada, viene conquistata.

## Amministrazione

### Province

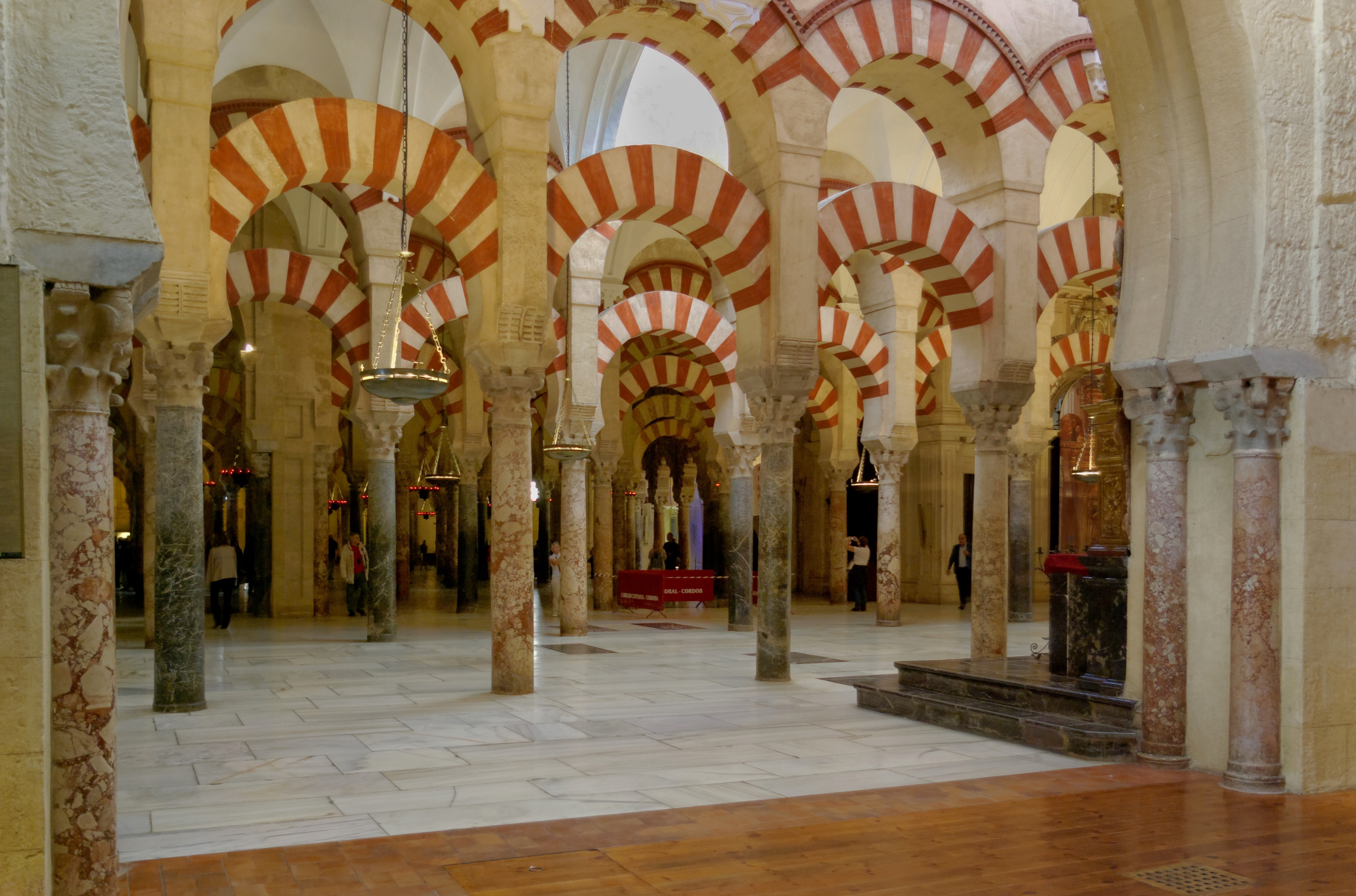
Cattedrale di Cordova

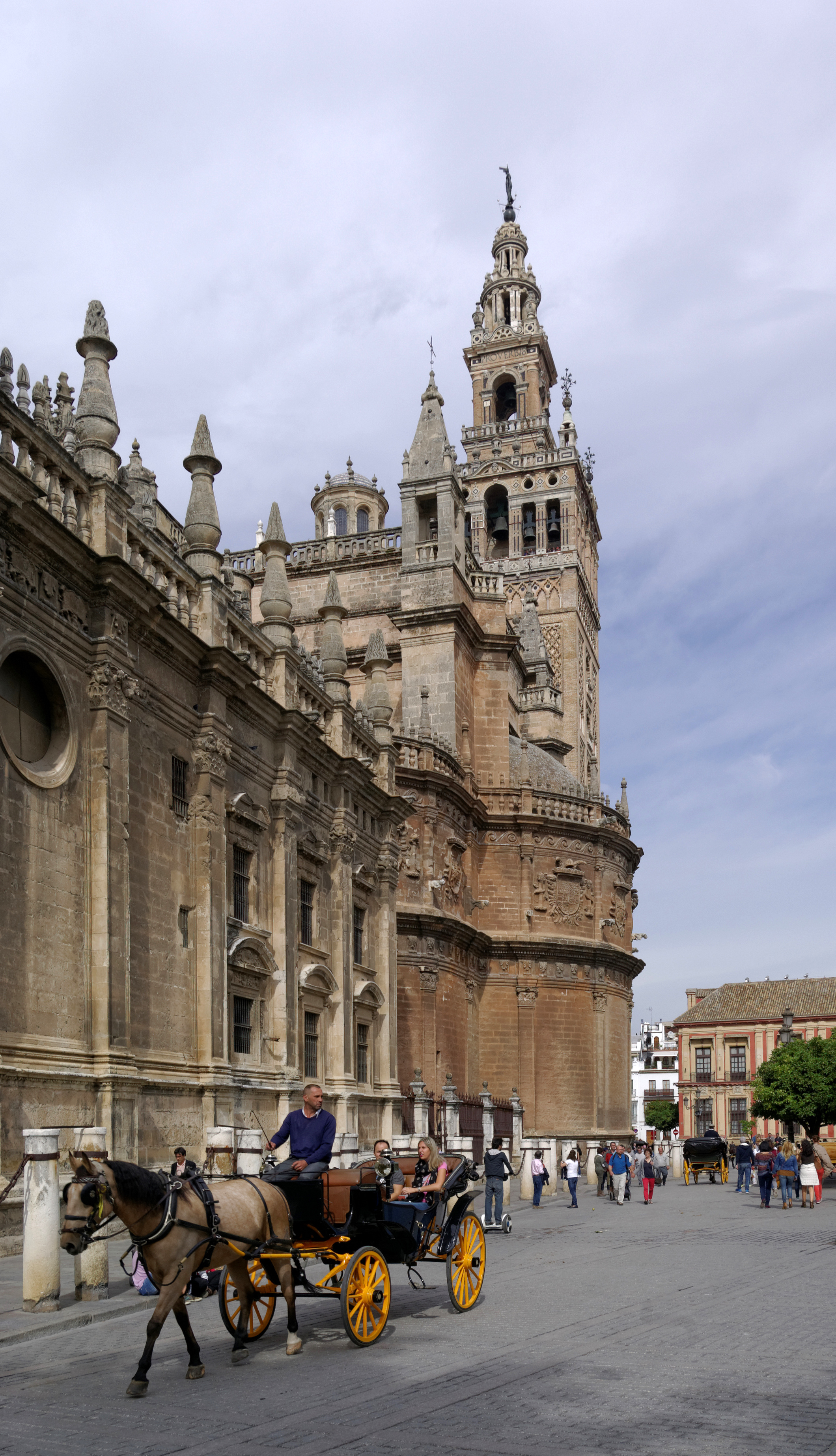
Cattedrale di Siviglia e Torre della Giralda

L'Andalusia è divisa in 8 province:
- Almería (635 850 abitanti, 102 comuni)
- Cádice (1 180 817 abitanti, 44 comuni)
- Cordova (788 287 abitanti, 75 comuni)
- Granada (918 072 abitanti, 168 comuni)
- Huelva (492 174 abitanti, 79 comuni)
- Jaén (662 751 abitanti, 97 comuni)
- Málaga (1 491 287 abitanti, 100 comuni)
- Siviglia (1 835 077 abitanti, 105 comuni)

### Città
Le principali città dell'Andalusia sono:
- Algeciras
- Almería (Almería)
- Cadice (Cádiz)
- Cordova (Córdoba)
- Dos Hermanas
- Granada (Granada)
- Huelva (Huelva)
- Jaén (Jaén)
- Jerez de la Frontera
- Malaga (Málaga)
- Marbella
- San Fernando
- Siviglia (Sevilla)

Altre città dell'Andalusia:
- Almuñécar (Provincia di Granada)
- Antequera (40 200 abitanti - 2001)
- Arcos de la Frontera
- Baeza (17 691 abitanti - 2001); Plaza del Popolo, Cattedrale
- Baena
- Baza (Provincia di Granada)
- Carmona (22 800 abitanti - 2001); puerta de Córdoba, necropoli romana
- Calañas (4 187 abitanti - 2014, provincia di Huelva)
- Écija
- El Ejido
- El Cerro de Andévalo
- Guadix (Provincia di Granada)
- Loja (Provincia di Granada)
- Lucena
- Montoro
- Motril (60 884 abitanti) (Provincia di Granada)
- Nerja
- Osuna
- Palos de la Frontera (da qui partì Colombo per la scoperta del Nuovo Mondo)
- Puente Genil
- Priego de Córdoba
- Ronda (35 788 abitanti - 2001); Puente Nuevo, (1751/1752)
- Sanlúcar de Barrameda (63 509 abitanti - 2007)
- Úbeda (31 962 abitanti - 2001); chiesa di Santa Maria de los Reales Alcázares
- Utrera
- Vejer de la Frontera
- Vélez-Blanco
- Vélez-Málaga
- Mairena del Aljarafe (40 000 abitanti - 2001)

### Governo e politica

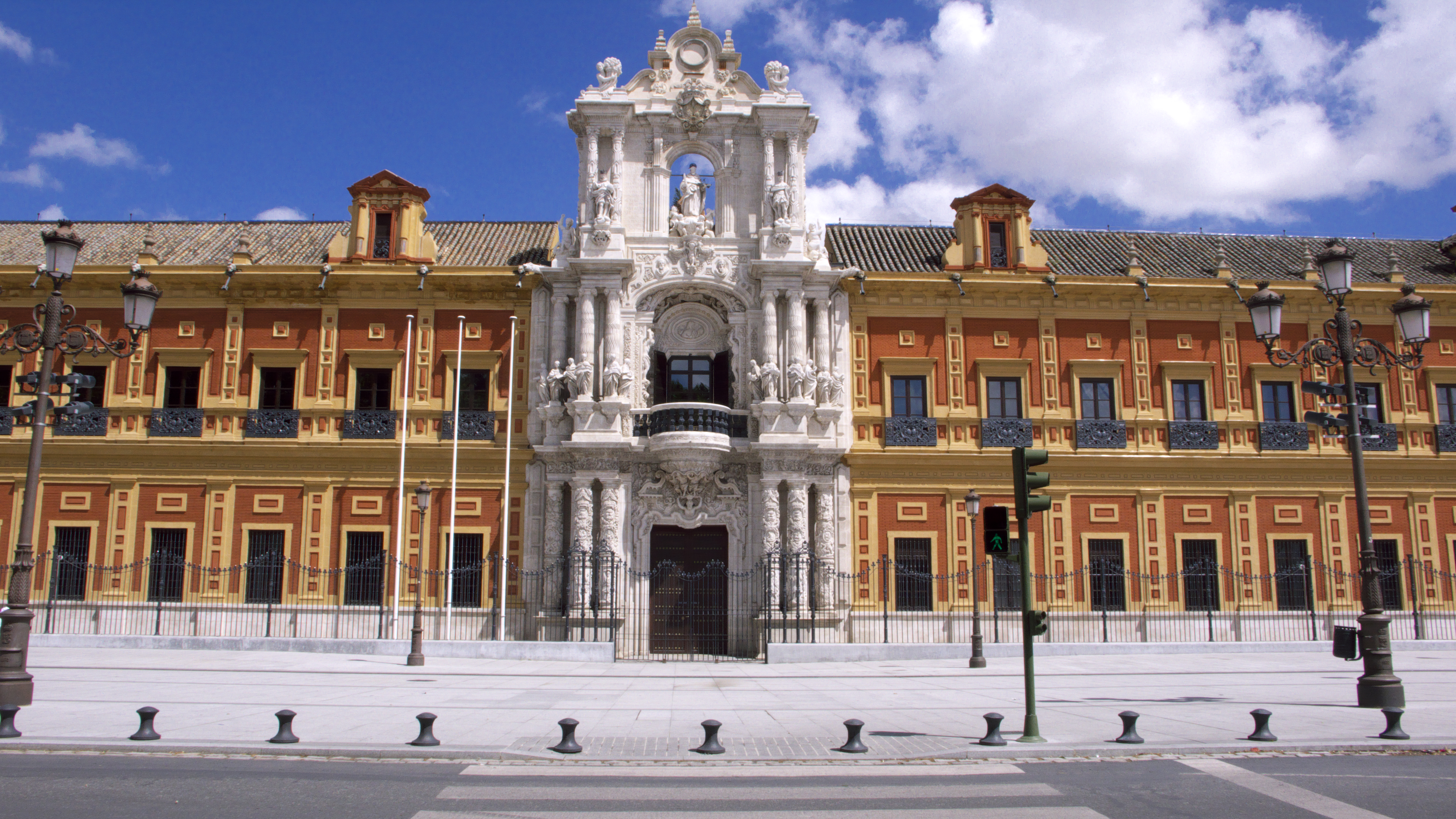
Palacio de San Telmo, sede della comunità autonoma

L'autonomia dell'Andalusia è giuridicamente regolata attraverso la procedura prevista dall'articolo 151 della Costituzione spagnola del 1978. Seguendo questa procedura, il 28 febbraio 1980 l'Andalusia, dopo un referendum ha ottenuto l'autonomia, affermando all'articolo 1 del suo Statuto di Autonomia del 1981, che tale condizione giuridica è giustificata grazie all' "identità storica, autogoverno che la Costituzione permette a qualsiasi nazionalità, in piena uguaglianza alle altre nazionalità e regioni che compongono la Spagna, e con una potenza che emana dalla Costituzione Andalusa, che si riflette nel suo statuto di autonomia".
La Giunta dell'Andalusia è l'organo esecutivo della Comunità autonoma (diretto da un Presidente), mentre un parlamento autonomo legifera nelle materie trasferite dal governo centrale a quello regionale.

### Evoluzione demografica

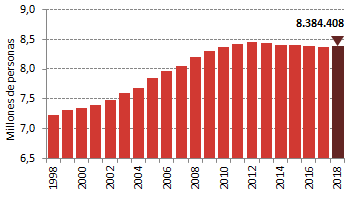
Andamento della popolazione in Andalusia dal 1998 al 2018

## Economia
Il PIL pro capite della Regione autonoma è di 18507 €, quasi equivalente al PIL pro capite dell'Umbria (18477 €). Terzo in Spagna, dopo quelli della regione autonoma di Madrid e della Catalogna.

## Turismo e luoghi di interesse

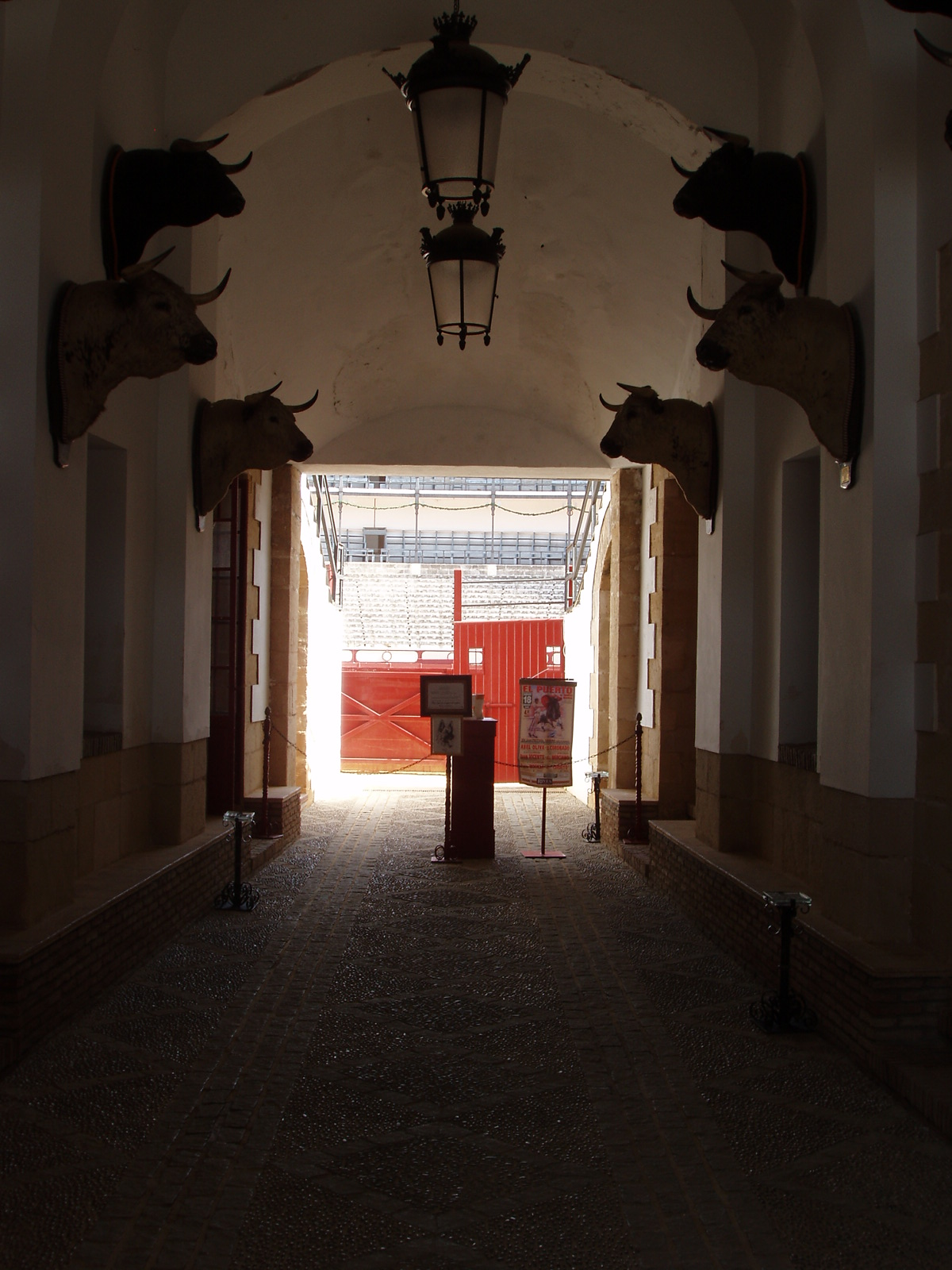
El Puerto de Santa María

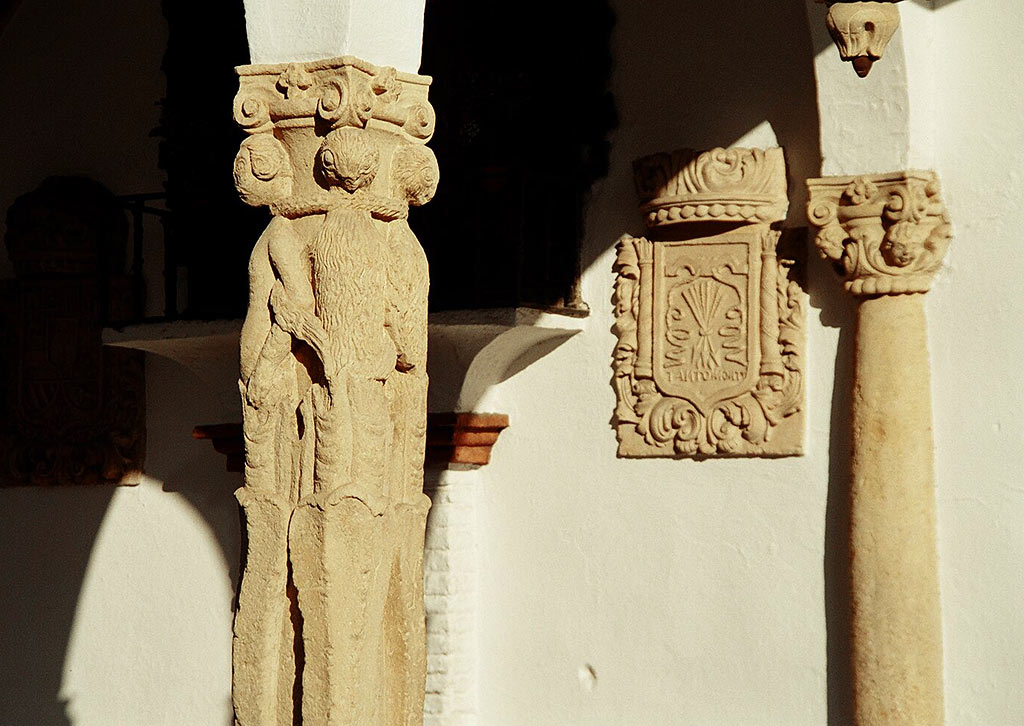
Tempio a Ronda

L'Andalusia è ricca di architettura moresca, in quanto fu l'ultimo caposaldo dei Mori, prima che nel 1492 venissero espulsi dall'Europa.
Granada, Siviglia, Cordova, Jaén, Cadice, Jerez e Malaga sono le sette città di maggior interesse turistico, grazie soprattutto alle loro famose e straordinarie opere architettoniche:
- l'Alhambra di Granada
- la Grande Moschea di Cordova
- l'Alcazar e la Cattedrale di Siviglia
- la Cattedrale di Malaga e il Castello di Gibralfaro.

Altre località che meritano certamente l'attenzione del turista sono Almería, Ronda, Mijas, Antequera, Nerja, Tarifa e Marbella.
Per gli sportivi si possono raccomandare:
- Sierra Nevada: dove si possono praticare una serie di sport di montagna (sci, alpinismo, paracadutismo, …);
- Tarifa: surf, windsurf, kitesurfing, sport acquatici legati alla presenza di vento;
- Granada: flamenco;
- Nerja: riserva marina naturale, sport acquatici (snorkeling, canoa, …), sport acquatici di torrente (canoa, torrentismo, ciclismo di montagna, …).

### Località balneari
- Costa de la Luz
- Costa del Sol

## Balli e musica popolare
- Flamenco
- Sevillana
- Bulerías

## Gastronomia

### Introduzione generale
La gastronomia andalusa è tra le più apprezzate nella penisola iberica, ricca di sapori freschi con un sapiente uso di elementi spesso poveri, e arricchita dall'influenza arabo-marocchina. È una cucina mediterranea che presenta piatti molto variati tra le regioni montane e quelle costiere, che vede l'uso di olio di oliva, frutti secchi, pesci, carne e verdure. Nelle zone di mare regnano le sardine alla brace, i frutti misti di mare, alici, gamberi e aragoste. Nelle zone di montagna imperano le carni di cacciagione e il suino iberico, in particolare lo Jabugo di Huelva, un prosciutto crudo iberico ottenuto da suini allevati in libertà nel Parco Naturale Sierra de Aracena y Picos de Aroche e alimentati solo di ghiande. Molto varia è anche l'offerta di olive marinate con differenti spezie.

### La cucina
Tra i piatti più rappresentativi della varia offerta culinaria andalusa si possono citare: 
- Gazpacho - zuppa vegetale fredda estiva a base di pomodori, cetrioli, olio e pane tostato
- Ajoblanco - zuppa vegetale fredda a base di mandorle, aglio e pane tostato
- Pipirrana - insalata vegetale a base di pomodori, peperoni, cetrioli e cipolle
- Caracoles en salsa - lumache in salsa
- Migas - piatto a base di pan grattato, salame, pancetta, aglio e peperoni
- Lomo de orza - fettine di maiale marinate con olio e spezie
- Berenjenas con miel - melanzane impanate fritte con salsa al miele
- Jamón asado - coscia di maiale arrostita allo spiedo servita nel proprio sugo
- Pollo a la andaluza - piatto a base di pollo, mandorle, aglio, alloro e zafferano
- Atún encebollato - piatto a base di tonno pomodori e cipolle
- Ortiguillas - alghe fritte
- Tocino de cielo - dolci a base di tuorlo d'uovo caramellizzato
- Alfajores - dolci natalizi a base di pasta di mandorle, noci e miele

Una menzione speciale sulla gastronomia andalusa: le tapas. Nella zona di Granada, dove si ritiene sia nato proprio questo concetto, tali piatti monoporzione vengono ancora offerti in molti locali gratuitamente quando si ordina una bibita, un ottimo modo per provare in maniera economica tutto ciò che la cucina andalusa può offrire accompagnato da un buon bicchiere di tinto de verano (a base di vino e gazzosa) o una clara (a base di birra e gazzosa).

### I vini e liquori
La geologia e meteorologia della regione favoriscono la produzione di vini molto liquorosi, prevalentemente bianchi, o sherry. 
- Sherry di Jerez - vino liquoroso e brandy apprezzato e famoso a livello mondiale
- Cartojal - vino dolce e leggero tipico della provincia di Malaga
- Pajarete - vino liquoroso, molto fine e delicato, risultato dalla combinazione di vino con sciroppo d'uva.
- Fino Tio Pepe - vino liquoroso, marchio di sherry spagnolo famoso in tutto il mondo
- Manzanilla-Sanlúcar de Barrameda - vino secco fatto con il vitigno Palomino e invecchiato sotto uno strato di lieviti chiamato "velo di fiori".
- Vino naranja - vino aromatizzato all'arancia tipico della provincia di Huelva.